# قائمة الانتخابات في 2016
تحتوي هذه المقالة على الانتخابات التي نظمت في سنة 2016، وهي التشريعية والرئاسية في الدول ذات السيادة ومناطقها ذات الحكم الذاتي، وكذلك الاستفتاءات على المستوى الوطني.

يوجد أسفله قائمة الانتخابات حسب الأشهر.

## عبر الشهور

### يناير
| التاريخ  | الدولة   | الانتخابات      | الملاحظات | النتائج |
| -------- | -------- | --------------- | --- | --- |
| 7 يناير  | كيريباتي | تشريعية         | الدورة الثانية. | انتخابات فردية منقسمة بين الأحزاب والمستقلين، وتم انتخاب 25 نائب من جملة 44 نائب في في الدورة الثانية. |
| 16 يناير | تايوان   | رئاسية وتشريعية | | في التشريعية، فاز الحزب الديمقراطي التقدمي ب68 مقعد من جملة 113 مقعد، تلاه الكومينتانغ ب35 مقعد، وذهبت بقية المقاعد ال9 إلى ثلاثة أحزاب أخرى، والمقعد الأخير لمستقل. في الرئاسية، فازت تساي إنغ ون (الحزب الديمقراطي التقدمي) ب56.12% من الأصوات، وجاء ورائها إريك شو (الكومينتانغ) ب31.04%، وأخيرا جايمس سونغ (حزب الشعب أولا) ب12.84%. |
| 22 يناير | فانواتو  | تشريعية         | انتخابات مبكرة. تم حل البرلمان من قبل رئيس الجمهورية بالدوين لونسديل في نوفمبر 2015، بعد إدانة 15 نائبا بالفساد، وبعد رفض رئيس الوزراء ساتو كيلمان تكوين حكومة وحدة وطنية. | ذهبت ثمانية مقاعد لمستقلين، وتوزعت 43 مقعد على 16 حزبا آخرا. |
| 24 يناير | البرتغال | رئاسية          | | مارسيلو ريبيلو دي سوسا يفوز بالرئاسية ب52% من الأصوات، وذلك أمام أنطونيو سامبايو دا نوفوا الذي تحصل على 22.88%، وتوزعت بقية الأصوات على 8 مترشحين آخرين. |

### فبراير
| التاريخ   | الدولة                 | الانتخابات                  | الملاحظات | النتائج |
| --------- | ---------------------- | --------------------------- | --- | --- |
| 14 فبراير | جمهورية إفريقيا الوسطى | رئاسية وتشريعية             | الدورة الثانية للرئاسية، والدورة الأولى للتشريعية (بعد إلغاء انتخابات ديسمبر 2015)                                                                                            | بالرغم من مجيئه ثانيا في الدورة الأولى، فإن المستقل فوستان أرشانج تواديرا فاز بالرئاسية ب62.71%، وذلك أمام أنيسيه جورج دولوغيليه الذي تحصل على 37.29%. بالنسبة للدورة الأولى من التشريعية تم توزيع 46 مقعد من جملة 131 مقعد في الجمعية الوطنية، ذهبت 5 مقاعد إلى الاتحاد الوطني من أجل الديمقراطية والتقدم، و3 مقاعد إلى كل من الاتحاد من أجل تجديد أفريقيا الوسطى وحركة تحرير شعب أفريقيا الوسطى والتقارب الوطني كوا نا كوا، بينما ذهبت 2 مقاعد إلى التجمع الديمقراطي لأفريقيا الوسطى وحزب الحكم الديمقراطي، وذهبت 6 مقاعد إلى 6 أحزاب أخرى بمعدل مقعد لكل حزب، وأخيرا ذهبت 22 مقعد لمستقلين. |
| 18 فبراير | أوغندا                 | رئاسية وتشريعية             | ملاحظي الاتحاد الأوروبي نددوا بالعنف تجاه المعارضة، وقلة الشفافية لدى اللجنة الانتخابية. الانتخابات عرفت بإيقاف مرشحي المعارضة، وعدة اتهامات بالتزوير.                        | في الرئاسية، يوري موسفني (حركة المقاومة الوطنية) فاز بالرئاسة ب60.75% وذلك أمام كيزا بيسيجي (منتدى للتغيير الديمقراطي) الذي تحصل على 35.37%، توزعت بقية الأصوات على 6 مرشحين آخرين. |
| 21 فبراير | بوليفيا                | استفتاء دستوري              | التعديل الدستوري يهدف إلى إعطاء الحق للرئيس إيفو مورالس بالترشح لولاية رئاسية جديدة حتى 2019.                                                                                 | أظهرت النتائج أن 51.33% من الأصوات رفضوا مقترح التعديل الدستوري للتمديد للرئيس بولاية جديدة، بينما وافق عليه 48.67%. |
| 21 فبراير | جزر القمر              | رئاسية                      | انتخابات تمهيدية في جزيرة القمر الكبرى، التي ستعلن عن المترشحين الثلاثة للانتخابات الرئاسية في 10 أبريل المقبل، لأن منصب رئيس الجمهورية هو دوري بين أكبر ثلاثة جزر في البلاد. | انتقل للدورة الثانية من الرئاسية كل من محمد علي الصواليحي الذي تحصل على 17.61%، تلاه مويغني براكة سعيد الصواليحي ب15.09%، وأخيرا غزالي عثماني ب14.96%. |
| 21 فبراير | النيجر                 | رئاسية وتشريعية             | الدورة الأولى في الرئاسية. | في الرئاسية، انتقل للدورة الثانية كل من الرئيس المنتهية ولايته محمد يوسفو (الحزب النيجري من أجل الديمقراطية والاشتراكية) ب35.90% وهما أمادو (الحركة الديمقراطية النيجيرية لاتحاد الأفريقي) الذي تحصل على 19.35%، بينما توزعت بقية الأصوات على 13 مترشحا آخرا. في التشريعية، الحزب النيجري من أجل الديمقراطية والاشتراكية ب75 مقعدا من جملة 171 في الجمعية الوطنية، تلته الحركة الديمقراطية النيجرية للاتحاد الأفريقي ب25 مقعدا، ثم الحركة الوطنية لتنمية المجتمع ب20 مقعدا، بينما توزعت بقية المقاعد على 13 حزبا آخرا.                                                                         |
| 25 فبراير | جامايكا                | تشريعية                     | | تحصل حزب العمال الجامايكي على 33 مقعد من جملة 63 مقعد في مجلس النواب، وتحصل على بقية المقاعد ال30 حزب الشعب الوطني. |
| 26 فبراير | إيران                  | تشريعية ومجلس خبراء القيادة | فقط المرشحين الذين يوافق عليهم مجلس صيانة الدستور هم من يحق سيتقدمون للانتخابات. يلغي المجلس عادة الكثير من الترشحات للإصلاحيين. الدورة الأولى للتشريعية.                     | في الدورة الأولى للتشريعية، تم توزيع 217 مقعد من جملة 290. تحصل ائتلاف واسع من الإصلاحيين على 83 مقعد، ثم مبادئ التحالف الكبير على 64 مقعد، ثم صوت الشعب ب10 مقاعد، بينما ذهبت 55 مقاعد لمستقلين، و5 مقاعد للأقليات الدينية. نتائج مجلس الخبراء، تحصلت قوائم خبراء الشعب وائتلاف واسع من الإصلاحيين على 19 مقعد حصري و27 مقعد مشترك، وتحصلت قوائم رابطة رجال الدين المناضلين على 5 مقاعد خاصة و51 مقعد مشترك، وأخيرا تحصلت قوائم جمعية المعلمين إكليريكية قم على 3 مقاعد خاصة و51 مقعد مشترك. يتكون مجلس خبراء القيادة من 88 مقعدا.                                                            |
| 26 فبراير | جمهورية أيرلندا        | تشريعية                     | | تحصل حزب فاين جايل على 50 مقعدا من جملة 158 في مجلس أيرلندا، تلاه فيانا فيل ب44 مقعدا، ثم شين فين ب23 مقعدا، وتوزعت بقية المقاعد على 5 أحزاب أخرى. |
| 28 فبراير | سويسرا                 | استفتاءات                   | | تم رفض الاقتراحات التالية: - تعريف الزواج بأنه بين جنسين مختلفين فقط بنسبة 50.8%. - طرد أي أجنبي يرتكب أي جريمة كبيرة كانت أم صغيرة بنسبة 58.9%. - حظر المضاربة على المنتجات الغذائية بنسبة 59.9%. وتم الموافقة على المقترح التالي: - تطوير وتهيئة نفق طريق غوتهارد (Gotthard-Strassentunnel) بنسبة 57%. |

### مارس
| التاريخ          | الدولة                 | الانتخابات | الملاحظات | النتائج |
| ---------------- | ---------------------- | ---------- | --- | --- |
| من 3 إلى 24 مارس | نيوزيلندا              | استفتاء    | الجزء الثاني للاستفتاء حول العلم الوطني.                                                                                                   | العلم الحالي لنيوزيلندا فاز بالاستفتاء ب56.7% وبقي علم الدولة، بينما تحصل العلم الثاني المقترح على 43.27%. |
| 4 مارس           | ساموا                  | تشريعية    | | فاز حزب حماية حقوق الإنسان ب44 مقعدا من جملة 49 مقعدا في الجمعية التشريعية الوطنية، بينما فاز حزب توتوا ساموا ب2 مقاعد، وذهبت 3 مقاعد لمستقلين. |
| 5 مارس           | سلوفاكيا               | تشريعية    | | تحصل حزب الاتجاه ء الديمقراطية الاجتماعية على 28.28% من الأصوات أي 49 مقعد من جملة 150، بينما تحصل حزب الحرية والتضامن على 12.10% من الأصوات أي 21 مقعد، وتوزعت بقية المقاعد على 6 أحزاب أخرى. |
| 6 مارس           | بنين                   | رئاسية     | الدورة الأولى. | في الدورة الأولى، تحصل ليونيل زينسو (قوات الصدفة لبنين الناشئة) على 28.44% من الأصوات، وانتقل مع باتريس تالون (مستقل) الذي تحصل على 24.80% من الأصوات إلى الدور الثاني. توزعت بقية الأصوات على 31 مرشح آخر. |
| 9 مارس           | كيريباتي               | رئاسية     | | فاز تانيتي مواموو (حزب كيريباتي توبوان) بالرئاسية بعد أن تحصل على 60% من الأصوات، وجاء ريميتا بنيامينا (أركان الحقيقة) ثانيا بعد تحصله على 38.5%، وذهب 1.5% إلى تيانيتي لون (أركان الحقيقة). |
| 13 مارس          | بادن-فورتمبيرغ         | جهوية      | | حزب الخضر الألماني تحصل على 30.3% من الأصوات أي 47 مقعدا من جملة 143 مقعدا في برلمان بادن-فورتمبيرغ، تلاه حزب الاتحاد الديمقراطي المسيحي ب27% أي 42 مقعدا، ثم البديل من أجل ألمانيا ب15.1% أي 23 مقعدا، ثم الحزب الديمقراطي الاجتماعي الألماني ب12.7% أي 19 مقعدا، وأخيرا الحزب الديمقراطي الحر ب8.3% أي 12 مقعدا. |
| 13 مارس          | راينلند بالاتينات      | جهوية      | | الحزب الديمقراطي الاجتماعي الألماني تحصل على 36.2% من الأصوات أي 39 مقعدا من جملة 101 مقعدا في برلمان راينلند بالاتينات، تلاه حزب الاتحاد الديمقراطي المسيحي ب31.8% أي 35 مقعدا، ثم البديل من أجل ألمانيا ب12.6% أي 14 مقعدا، ثم الحزب الديمقراطي الحر ب6.2% أي 7 مقاعد، وأخيرا حزب الخضر الألماني ب5.3% أي 6 مقاعد. |
| 13 مارس          | ساكسونيا أنهالت        | جهوية      | | الاتحاد الديمقراطي المسيحي تحصل على 29.8% من الأصوات أي 30 مقعدا من جملة 87 مقعدا في برلمان ساكسونيا أنهالت، تلاه حزب البديل من أجل ألمانيا ب24.2% أي 24 مقعدا، ثم الحزب اليساري الألماني ب16.3% أي 17 مقعدا، ثم الحزب الديمقراطي الاجتماعي الألماني ب10.6% أي 11 مقعدا، وأخيرا حزب الخضر الألماني ب5.2% أي 5 مقاعد. |
| 20 مارس          | بنين                   | رئاسية     | الدورة الثانية. | المتحصل على المرتبة الثانية في الدورة الأولى باتريس تالون (مستقل) فاز بالرئاسية بعد تحصله على 65.37% من الأصوات في الدورة الثانية، أمام ليونيل زينسو (قوات الصدفة لبنين ناشئة) الذي تحصل على 34.36% من الأصوات. |
| 20 مارس          | الرأس الأخضر           | تشريعية    | | الحركة من أجل الديمقراطية تحصلت على 38 مقعد بنسبة 53.5% من الأصوات في الجمعية الوطنية، بينما ذهبت 27 مقعد بنسبة 37.5% من الأصوات للحزب الإفريقي لاستقلال الرأس الأخضر، وتحصل حزب اتحاد الرأس الأخضر المستقلة والديمقراطية على 3 مقاعد بنسبة 6.8%، ولم يتم الإعلان عن 4 مقاعد متبقية. |
| 20 مارس          | جمهورية الكونغو        | رئاسية     | الدورة الأولى. | فاز الرئيس المنتهية ولايته ديني ساسو نغيسو (حزب العمل الكونغولي) بنسبة 60.39%، أمام غي برايس بارفيه كوليلاس (الحركة الكونغولية من أجل الديمقراطية والتنمية المتكاملة) الذي تحصل على 15.05%، وذهبت بقية الأصوات إلى 7 مترشحين آخرين. |
| 20 مارس          | كازاخستان              | تشريعية    | | تحصل نور أتان على 82.2% من الأصوات أي 84 مقعدا من جملة 98 مقعدا في المجلس، تلاه الحزب الديمقراطي الكازاخستاني أك جول ب7.18% من الأصوات أي 7 مقاعد، ثم حزب الشعب الشيوعي الكازاخستاني ب7.14% من الأصوات أي 7 مقاعد. |
| 20 مارس          | لاوس                   | تشريعية    | لاوس هي ذات نظام الحزب الواحد. مترشحي حزب الشعب الثوري اللاوسي هم الوحيدين الذين يمكنهم الترشح، أو المستقلين الذين يوافق الحزب على ترشحهم. | تحصل حزب الشعب الثوري اللاوسي على 144 مقعدا من جملة 149 مقعدا في الجمعية الوطنية، وذهبت 5 مقاعد للمستقلين. |
| 20 مارس          | النيجر                 | رئاسية     | الدورة الثانية. | محمد يوسفو (الحزب النيجري من أجل الديمقراطية والاشتراكية) فاز بالرئاسية بعد تحصله على 92.49% من الأصوات في الدورة الثانية، أمام هما أمادو (الحركة الديمقراطية النيجرية لاتحاد الأفريقي) الذي تحصل على 7.51% من الأصوات. |
| 20 مارس          | السنغال                | استفتاء    | | تمت الموافقة على التعديلات الدستورية بنسبة 62.54% من الأصوات مقابل رفض 37.44%. يوجد 15 نقطة مقترحة في التعديل الدستوري: تعصير وتحديث دور الأحزاب السياسية، مشاركة المستقلين في كل الانتخابات، إنشاء مجلس أعلى للجماعات المحلية لتعزيز دور الحكم المحلي، الحق في بيئة صحية، تعزيز دور المواطنة، إسترجاع الولاية الرئاسية ذات الخمسة سنوات، تعزيز دور المعارضة وزعيمها، تمثيل السنغاليين المقيمين في الخارج، تعزيز الدور الرقابي للجمعية الوطنية على الحكومة والسياسات العامة، تمرير القوانين للمجلس الدستوري قبل التصويت عليها، الترفيع في أعضاء للمجلس الدستوري من 5 إلى 7، تعيين عضوين من جملة 7 في المجلس الدستوري من قبل رئيس الجمعية الوطنية، توسيع صلاحيات ومهام المجلس الدستوري، ترسيخ مبادئ اللامركزية وعدم التركيز في الدستور، عدم المساس بأحكام النموذج الجمهوري والعلمانية وعدم التجزأ والديمقراطية ولامركزية الدولة وطريقة الانتخاب وعدد الولايات المتتالية لرئيس الجمهورية. |
| 31 مارس          | جمهورية إفريقيا الوسطى | تشريعية    | الدورة الثانية للتشريعية | في الدورة الثانية من التشريعية تم توزيع 85 مقعد من جملة 131 مقعد في الجمعية الوطنية، ذهبت 8 مقاعد إلى الاتحاد الوطني من أجل الديمقراطية والتقدم ليصبح لديه 13 مقعدا في المجموع، وذهبت 10 مقاعد إلى الاتحاد من أجل تجديد أفريقيا الوسطى ليصبح لديه 13 مقعدا في المجموع، وذهبت 8 مقاعد إلى التجمع الديمقراطي لأفريقيا الوسطى ليصبح لديه 10 مقاعد في الجمعية الوطنية، وأعطيت 6 مقاعد إلى حركة تحرير شعب أفريقيا الوسطى ليصبح لديها 9 مقاعد في المجمل، وذهبت 4 مقاعد إلى حزب التقارب الوطني كوا نا كوا ليصبح لديه 7 مقاعد، بينما توزعت بقية المقاعد 15 على 10 أحزاب أخرى التي أصبح مجموع مقاعدها 23 مقعدا، وأخيرا ذهبت 34 مقعدا لمستقلين الذين أصبح لديهم 56 مقعدا. |

### أبريل
| التاريخ  | الدولة           | الانتخابات      | الملاحظات | النتائج |
| -------- | ---------------- | --------------- | --- | --- |
| 6 أبريل  | هولندا           | استفتاء         | يجب على المواطنين الهولنديين أن يصوتوا مع أو ضد اتفاقية الشراكة بين أوكرانيا والاتحاد الأوروبي، التي صادقت عليها الدول ال27 الأخرى الأعضاء في الاتحاد، ولم يتبقى سوى هولندا. | رفض الهولنديون المصادقة على الاتفاقية (لا) ب61% بينما وافق عليها (نعم) 38.21% وذلك بنسبة مشاركة لم تتجاوز 32.28%. |
| 8 أبريل  | جيبوتي           | رئاسية          | الدورة الأولى | فاز إسماعيل عمر جيلي (التجمع الشعبي من أجل التقدم) بدورة رئاسية جديدة ب87.07% مباشرة من الدورة الأولى، متقدما على 5 مرشحين آخرين. |
| 10 أبريل | جزر القمر        | رئاسية          | الدورة الثانية. انتخاب حكام الجزر في نفس اليوم. | فاز غزالي عثماني (اتفاقية لتجديد جزر القمر) الذي جاء ثالثا في الدورة الأولى بالرئاسية والذي كان رئيسا لجزر القمر مرتين غير متتاليتين، بعد تحصله على 41.43% من الأصوات، وذلك أمام محمد علي الصويلحي الذي جاء أولا في الدورة الأولى والذي تحصل على 39.66% من الأصوات، وأخيرا موينغني بركة الذي كان الثاني في الدورة الأولى جاء في المرتبة الثالثة ب18.91% من الأصوات. |
| 10 أبريل | بيرو             | رئاسية وتشريعية | الدورة الأولى بالنسبة للرئاسية. | في الدورة الأولى من الرئاسية، جائت كيكو فوجيموري (قوة الشعب) في المرتبة الأولى ب39.86% من الأصوات، وذلك أمام بيدرو بابلو كوكزينسكي (بيروفيون من أجل التغيير) الذي تحصل على 21.05% من الأصوات، بينما توزعت بقية الأصوات على 8 مترشحين آخرين. في التشريعية، تحصل حزب قوة الشعب على 36.34% أي 71 مقعد من جملة 130 في الكونغرس البيروفي، بينما ذهب 20 مقعد إلى حزب بيروفيون من أجل التغيير الذي تحصل على 16.47% من الأصوات، وكذلك 20 مقعد إلى الجبهة العريضة التي تحصلت على 13.94% من الأصوات، بينما ذهبت بقية المقاعد 19 إلى 3 أحزاب أخرى. |
| 10 أبريل | تشاد             | رئاسية          | | إدريس ديبي إتنو (الحركة الوطنية للإنقاذ) فاز بالرئاسية، بعد تحصله على 61.56%، وذلك أمام صالح كبزابو (الاتحاد الوطني للديمقراطية والتجديد) الذي تحصل على 12.8% من الأصوات، وذهبت بقية الأصوات إلى 12 مترشح آخرا. |
| 13 أبريل | كوريا الجنوبية   | تشريعية         | | تحصل حزب مينجو على 123 مقعدا من جملة 300 في الجمعية الوطنية، وذهبت 122 مقعدا إلى حزب ساينري، وذهب 38 مقعد إلى حزب الشعب، و6 مقاعد إلى حزب العدالة، وأخيرا 11 مقعدا لمستقلين. |
| 13 أبريل | سوريا            | تشريعية         | البلاد في حرب أهلية. الانتخابات لن تجرى إلا في أماكن قليلة جدا تسيطر عليها الحكومة إضافة إلى نسبة مشاركة ضعيفة جدا. لن تقام الانتخابات في أراضي واسعة يسيطر عليها الائتلاف الوطني لقوى الثورة والمعارضة السورية أو تنظيم الدولة الإسلامية (داعش). النظام السوري القائم في دمشق ليس ديمقراطي. حتى وإن كانت الدولة رسميا ليست ذات نظام الحزب الواحد منذ 2012، إلا أن مخلتف الأحزاب المعترف بها هي قريبة من حزب البعث العربي الاشتراكي. | تحصل تحالف الجبهة الوطنية التقدمية على 200 مقعد من جملة 250 في مجلس الشعب السوري، بينما ذهبت 50 مقعد لآخرين. |
| 17 أبريل | إيطاليا          | استفتاء         | السؤال هو حول الاستمرار أو التوقف عن التنقيب عن النفط. | وافق الإيطاليون (نعم) على توقيف التنقيب عن النفط بنسبة 85.85% من المشاركين، مقابل 14.15% يريدون استمراره (لا)، إلا أنه بسبب نسبة المشاركة الضعيفة المقدرة ب31.19% لن يتم العمل بالاستفتاء. |
| 24 أبريل | النمسا           | رئاسية          | الدورة الأولى. | في الدورة الأولى، جاء نوربرت هوفر (حزب الحرية النمساوي) اليميني المتطرف في المرتبة الأولى ب35.05% من الأصوات، وذلك أمام ألكسندر فان دير بيلين (الخضر - البديل الخضر) الذي تحصل على 21.34% من الأصوات، بينما توزعت بقية الأصوات على 4 مرشحين آخرين. |
| 24 أبريل | غينيا الاستوائية | رئاسية          | غينيا الاستوائية لا تعتبر دولة ديمقراطية. عبد تزوير الانتخابات، الرئيس تيودورو أوبيانغ يتشبث في الحكم منذ الانقلاب في 1979. | الرئيس تيودورو أوبيانغ (الحزب الديمقراطي لغينيا الاستوائية) فاز بالرئاسية ب93.53% من الأصوات، بينما ذهبت بقية الأصوات إلى 6 مترشحين آخرين. |
| 24 أبريل | صربيا            | تشريعية         | | تحالف صربيا فائزة الذي يضم 9 أحزاب أهمها الحزب التقدمي الصربي جاء في المرتبة الأولى بتحصله على 131 مقعدا من جملة 250 في الجمعية الوطنية أي 48.25% من الأصوات، ثم جاء الحزب الاشتراكي الصربي وحلفاؤه ثانيا ب29 مقعدا أي 10.95% من الأصوات، بينما ذهبت بقية المقاعد إلى 10 أحزاب وتحالفت حزبيت أخرى. |
| 27 أبريل | غيرنزي           | تشريعية         | لا يوجد أحزاب سياسية. | خسر أربعة وزراء مقاعدهم، ولكن أغلب النواب المنتهية ولايتهم أعيد انتخابهم في ولايات غيرنزي وهو البرلمان المتكون من 38 مقعدا. |
| 29 أبريل | إيران            | تشريعية         | الدورة الثانية. | في الدورة الثانية للتشريعية تم توزيع ال73 مقاعد المتبقية من جملة 290 مقعد في مجلس الشورى الإسلامي، وأصبحت المقاعد للجملية للأحزاب كالآتي: تحصل ائتلاف واسع من الإصلاحيين على 119 مقعد، ثم مبادئ التحالف الكبير على 84 مقعد، ثم صوت الشعب ب10 مقاعد، بينما ذهبت 65 مقاعد لمستقلين، و5 مقاعد للأقليات الدينية، و3 مقاعد مدعومة من قبل ائتلاف واسع من الإصلاحيين والتحالف الكبير. |

### مايو
| التاريخ | الدولة              | الانتخابات                   | الملاحظات | النتائج |
| ------- | ------------------- | ---------------------------- | --- | --- |
| 5 مايو  | إسكتلندا            | تشريعية                      | | تحصل الحزب القومي الاسكتلندي على 63 مقعدا من جملة 129 مقعدا في البرلمان الاسكتلندي، يليه حزب المحافظين الاسكتلندي ب31 مقعدا، ثم حزب العمال الاسكتلندي ب24 مقعدا، ثم حزب الخضر الاسكتلندي ب6 مقاعد، وأخيرا الليبراليون الديمقراطيون الاسكتلنديون ب5 مقاعد. |
| 5 مايو  | ويلز                | تشريعية                      | | تحصل حزب العمال الويلزي على 29 مقعدا من جملة 60 مقعدا في الجمعية الوطنية لويلز، يليه حزب ويلز ب12 مقعدا، ثم حزب المحافظين الويلزي ب11 مقعدا، ثم حزب استقلال المملكة المتحدة ب7 مقاعد، وأخيرا الليبراليون الديمقراطيون الويلزيون بمقعد واحد. |
| 5 مايو  | أيرلندا الشمالية    | تشريعية                      | | تحصل الحزب الاتحادي الديمقراطي على 38 مقعدا من جملة 108 مقاعد في جمعية أيرلندا الشمالية أي 29.2% من الأصوات، يليه شين فين ب28 مقعدا أي 24% من الأصوات، بينما توزعت بقية المقاعد ال42 على 6 أحزاب أخرى ومستقل واحد. |
| 9 مايو  | الفلبين             | رئاسية ومجلس الشيوخ وتشريعية | | في مجلس النواب الفلبيني، تحصل الحزب الليبرالي على 115 مقعدا من جملة 292 مقعدا فيه، يليه التحالف الوطني الشعبي ب42 مقعدا، بينما توزعت بقية المقاعد على 15 حزبا آخر و4 مستقلين. في مجلس الشيوخ الفلبيني، تحصل الحزب الليبرالي على 6 مقاعد من جملة 24 مقعدا فيه، يليه التحالف الوطني المتحد ب4 مقاعد، بينما توزعت بقية المقاعد على 5 أحزاب أخرى، وذهبت 5 مقاعد لمستقلين. في الرئاسية، فاز رودريغو دوتيرتي (الحزب الديمقراطي الفلبيني - سلطة الشعب) بالرئاسة بعد مجيئه في المرتبة الأولى ب39.01% من الأصوات، أمام مارس روكساس (الحزب الليبرالي) الذي تحصل على 23.45% من الأصوات، بينما توزعت بقية الأصوات على 4 مرشحين آخرين. |
| 15 مايو | جمهورية الدومينيكان | رئاسية وتشريعية              | | في الرئاسية، فاز دانيلو ميدينا (حزب التحرير الدومينيكاني) بولاية رئاسية ثانية بعد تحصله على 61.74% من الأصوات، وذلك أمام لويس أبي نادر (الحزب الثوري العصري) الذي تحصل على 34.98% من الأصوات، فيما ذهبت بقية الأصوات إلى 6 مترشحين آخرين. في مجلس النواب، تحصل حزب التحرير الدومينيكاني على 105 مقعد من جملة 190 مقعدا فيه، يليه الحزب الثوري العصري ب43 مقعدا، بينما تحصل الحزب الإصلاحي المسيحي الاجتماعي على 17 مقعد، والحزب الثوري الدومينيكاني على 17 مقعدا كذلك، فيما توزعت بقية المقاعد على 6 أحزاب أخرى. في مجلس الشيوخ، تحصل حزب التحرير الدومينيكاني على 28 مقعد من جملة 32 مقعدا فيه، يليه الحزب الثوري العصري ب2 مقاعد، بينما تحصل الحزب الإصلاحي المسيحي الاجتماعي على 1 مقعد، والحزب الثوري الدومينيكاني على 1 مقعدا كذلك. |
| 22 مايو | النمسا              | رئاسية                       | الدورة الثانية. | فاز ألكسندر فان دير بيلين (الخضر - البديل الخضر) بالرئاسة بعد تحصله على 50.3% من الأصوات، وذلك أمام نوربرت هوفر (حزب الحرية النمساوي) اليميني المتطرف الذي جاء في المرتبة الأولى في الدورة الأولى والذي تحصل على 49.7% من الأصوات في هذه الدورة الثانية. |
| 22 مايو | فيتنام              | تشريعية                      | فقط المترشحين الذين يوافق عليهم حزب جبهة أرض الآباء الفيتنامية هم الذين يمكنهم الترشح. | حزب جبهة أرض الآباء الفيتنامية تحصل على أغلب المقاعد من جملة 500 مقعد في الجمعية الوطنية، بينما ذهب 21 مقعد لنواب من خارج الحزب. |
| 22 مايو | قبرص                | تشريعية                      | | تحصل التجمع الديمقراطي على 30.69% من الأصوات أي 18 مقعد من جملة 59 مقعد في مجلس النواب، يليه الحزب التقدمي للشعب العامل ب25.67% من الأصوات أي 16 مقعد، وتوزعت بقية المقاعد ال25 على 6 أحزاب أخرى وأقليات دينية. |
| 22 مايو | طاجيكستان           | استفتاء                      | ثلاثة تعديلات دستورية ستخضع لموافقة المواطنين: إلغاء تحديد عدد فترات الرئاسة (للسماح للرئيس إمام علي رحمن بالترشح للمرة الخامسة)، خفض الحد الأدنى لسن الترشح للرئاسة إلى ثلاثين عاما. إدراج حظر تأسيس الأحزاب على أساس ديني في الدستور (وبالتالي تعزيز قرار حظر حزب النهضة الإسلامية التي تصنف على أنها إرهابية). | تم الموافقة على هذه التعديلات الدستورية بنسبة 96.6%، مقابل رفضها من قبل 3.4%. |

### يونيو
| التاريخ  | الدولة          | الانتخابات | الملاحظات | النتائج |
| -------- | --------------- | ---------- | --- | --- |
| 5 يونيو  | بيرو            | رئاسية     | الدورة الثانية. | بيدرو بابلو كوكزينسكي (عن بيروفيون من أجل التغيير) فاز بالرئاسية بعد تحصله على 50.12% من الأصوات، وذلك أمام كيكو فوجيموري (عن القوة الشعبية) التي تحصلت على 49.87% من الأصوات. |
| 5 يونيو  | سويسرا          | استفتاءات  | 5 مقترحات معروضة على التصويت. | المبادرة الشعبية «من أجل دخل أساسي غير مشروط» رفضت بنسبة 76.9% من المصوتين. المبادرة الشعبية «من أجل تمويل عادل للنقل» رفضت بنسبة 70.8% من المصوتين. المبادرة الشعبية «من أجل الخدمة العامة» رفضت بنسبة 67.6% من المصوتين. الاستفتاء الذي يعدل القانون حول تقنيات التلقيح بالمساعدة تمت الموافقة عليه بنسبة 62.4% من المصوتين. الاستفتاء الذي يعدل القانون حول حق اللجوء تمت الموافقة عليه بنسبة 66.8% من المصوتين.                                                                   |
| 6 يونيو  | سانت لوسيا      | تشريعية    | | حزب العمال الموحد يفوز ب54.76% من الأصوات أي 11 مقعدا من جملة 17 مقعدا في مجلس النواب، بينما تحصل حزب العمال على 44.09% من الأصوات أي 6 مقاعد في المجلس، وأخيرا ذهبت 0.18% من الأصوات إلى الحركة الشعبية بسانت لوسيا ولم تتحصل على مقاعد، وذهبت 0.96% من الأصوات لمستقلين لم يتحصلوا على مقاعد. |
| 23 يونيو | المملكة المتحدة | استفتاء    | البريطانيون مستدعون للتصويت حول بقاء بريطانيا ضمن الاتحاد الأوروبي، بعد عدة اتفاقات تخفيف من تنفيذ بعض قواعد الاتحاد الأوروبي في المملكة المتحدة. | الذين يريدون خروج المملكة المتحدة من الاتحاد الأوروبي فازوا بالاستفتاء بنسبة 51.89%، مقابل 48.11% يريدون البقاء في الاتحاد. رئيس الوزراء ديفيد كاميرون الذي يريد البقاء، استقال من منصبه. في المقابل ويلز واسكتلندا صوتوا على البقاء في الاتحاد الأوروبي ب62% نفس الشيء بالنسبة لأيرلندا الشمالية ب55.8%. الحكومة الاسكتلندية طلبت تنظيم استفتاء جديد حول استقلال اسكتلندا. |
| 25 يونيو | آيسلندا         | رئاسية     | | فاز المستقل غوني ثورلاسيوس يوهانسون بالرئاسية بعد تحصله على 38.49% من الأصوات، فيما توزعت بقية الأصوات على ثمانية مترشحين آخرين. |
| 26 يونيو | إسبانيا         | تشريعية    | انتخابات مبكرة. الانتخابات السابقة لم تستطع تكوين أغلبية واضحة في مجلس النواب.                                                                    | في مجلس النواب، فاز حزب الشعب ب33% من الأصوات أي 137 مقعدا من جملة 350 في المجلس، تلاه حزب العمال الاشتراكي الإسباني ب22.6% من الأصوات أي 85 مقعدا، ثم تحالف أونيدوس بوديموس (من ضمنه بوديموس) ب21.1% من الأصوات أي 71 مقعدا، فيما توزعت بقية المقاعد على 6 أحزاب أخرى. في مجلس الشيوخ، فاز حزب الشعب ب151 مقعدا من جملة 266 في المجلس، تلاه حزب العمال الاشتراكي الإسباني ب63 مقعدا، ثم تحالف أونيدوس بوديموس (من ضمنه بوديموس) ب23 مقعدا، فيما توزعت بقية المقاعد على 7 أحزاب أخرى. |
| 29 يونيو | منغوليا         | تشريعية    | | فازت المعارضة اليسارية بالانتخابات. حزب الشعب المنغولي فاز بالانتخابات بعد تحصله على 45.69% من الأصوات أي 65 مقعدا من جملة 76 في خورال الدولة الكبير، فيما تحصل الحزب الديمقراطي على 33.55% من الأصوات أي 9 مقاعد في المجلس، وذهب المقعد الأخير إلى حزب الشعب المنغولي الثوري الذي تحصل على 8.12% من الأصوات. |

### يوليو
| التاريخ | الدولة            | الانتخابات      | الملاحظات | النتائج |
| ------- | ----------------- | --------------- | --- | --- |
| 2 يوليو | أستراليا          | تشريعية         | | في مجلس النواب الأسترالي، تحصل التحالف الوطني الليبرالي (من ضمنه الحزب الليبرالي الأسترالي) على 71 مقعدا من جملة 150 مقعدا في المجلس، وجاء ثانيا حزب العمال الأسترالي الذي تحصل على 69 مقعدا، وتوزعت بقية المقاعد الثلاثة على 3 أحزاب أخرى، ومقعدين ذهبوا لمستقلين. في مجلس الشيوخ الأسترالي، تحصل التحالف الوطني الليبرالي (من ضمنه الحزب الليبرالي الأسترالي) على 30 مقعدا من جملة 76 مقعدا في المجلس، وجاء ثانيا حزب العمال الأسترالي الذي تحصل على 26 مقعدا، وتوزعت بقية المقاعد ال20 على 7 أحزاب أخرى. |
| 2 يوليو | ناورو             | تشريعية         | الحكومة التي في الحكم متهمة بميولاتها الاستبدادية (إقالة القضاة وقيود مفروضة على حرية الصحافة والتعبير). 5 من بين 7 نواب معارضين تم اقصائهم بسبب انتقادهم للحكومة في وسائل إعلام أجنبية. | تحصل المساندون لحكومة الرئيس المستقل بارون واكا على 16 مقعدا من جملة 19 في برلمان ناورو، بينما تحصلت المعارضة على 3 مقاعد. |
| 2 يوليو | أبخازيا           | استفتاء         | الاستفتاء حول تنظيم انتخابات رئاسية مبكرة، طلبته المعارضة ضد ولاية الرئيس المتنازع عليها راؤول خاجيمبا. المعارضة طلبت مقاطعة الاستفتاء بالرغم من كونها المطالبة به، وذلك بسبب عدم توفر الشروط اللازمة لنزاهته والتعبير عن إرادة الشعب بحرية حسب قولها. الحكومة من جهتها تعتبر الاستفتاء دون فائدة. | 46.7% عارضوا تقديم تاريخ الانتخابات الرئاسية، فيما أجاب بنعم على تقديمها 46.1% من المصوتين. بلغت نسبة المشاركة 1.2%، وهي أقل نسبة مشاركة في تاريخ البلاد. تم إلغاء نتيجة الاستفتاء، فيما ستقام الانتخابات الرئاسية المقبلة في 2019. |
| 2 يوليو | اليابان           | مجلس المستشارين | تجديد نصف أعضاء الغرفة العليا (مجلس المستشارين). | الحزب الليبرالي الديمقراطي الياباني الذي ينتمي إليه رئيس الوزراء شينزو آبي تحصل على 35.9% من الأصوات أي 121 مقعدا في مجلس المستشارين الياباني، بينما حل ثانيا الحزب الديمقراطي الياباني ب21% من الأصوات أي 49 مقعدا، فيما توزعت بقية المقاعد على عدة أحزاب أخرى. |
| 2 يوليو | ساو تومي وبرينسيب | رئاسية          | الدورة الأولى. | في الدورة الأولى، تحصل إيفاريستو كارفاليو (العمل الديمقراطي المستقل) على 49.88% من الأصوات، فيما جاء ثانيا الرئيس المنتهية ولايته مانويل بينتو دا كوستا (مستقل) ب24.84% من الأصوات، وبهذا ينتقلان إلى الدورة الثانية. ذهبت بقية الأصوات إلى ثلاثة مرشحين آخرين. الرئيس المنتهية ولايته رفض المشاركة في الدورة الثانية منتقدا الغش في الانتخابات. |

### أغسطس
| التاريخ  | الدولة            | الانتخابات               | الملاحظات | النتائج |
| -------- | ----------------- | ------------------------ | --- | --- |
| 7 أغسطس  | تايلاند           | استفتاء                  | تم تقديم الاستفتاء من قبل المجلس الوطني للسلام والحفاظ على النظام العسكري الحاكم. يريد المجلس جعل مجلس شيوخ مجلسا معينا بالكامل من قبل الجيش الحاكم، وليس كما كان ينتخب نصف أعضائه. سيكون من حق مجلس الشيوخ نقض قوانين مجلس النواب لمدة 5 سنوات، إضافة إلى إمكانية أن يكون رئيس الوزراء منتميا لمجلس الشيوخ وليس فقط من مجلس النواب المنتخب. | تم الموافقة على التعديلات الدستورية بنسبة 61.35% ومقترح انتخاب رئيس الوزراء بنسبة 58.07%. |
| 7 أغسطس  | ساو تومي وبرينسيب | رئاسية                   | الدورة الثانية. الرئيس المنتهية ولايته مانويل بينتو دا كوستا (مستقل) الذي جاء ثانيا بعد إيفاريستو كارفاليو في الدورة الأولى، رفض نتائج الانتخابات التي اعتبرها مزورة، وانسحب من الدورة الثانية. | إيفاريستو كارفاليو (العمل الديمقراطي المستقل) وهو المرشح الوحيد، يفوز بالانتخابات بنسبة 100% من الأصوات بعد انسحاب المرشح الثاني وهو الرئيس المنتهية ولايته. |
| 11 أغسطس | زامبيا            | رئاسية وتشريعية واستفتاء | الاستفتاء المعروض من قبل الحكومة، يقترح إضافة عدة بنود لحقوق الإنسان في الدستور: حقوق اقتصادية واجتماعية وثقافية وبيئية. | في الرئاسية، فاز إدغار لونغو (الجبهة الوطنية) بالرئاسية بعد تحصله على 50.35% من الأصوات، أمام هاكايندي هيتشيليما (الحزب المتحد للتنمية الوطنية) الذي تحصل على 47.63% من الأصوات، بينما توزعت بقية الأصوات على 7 مرشحين آخرين. في التشريعية، فازت الجبهة الوطنية ب42.01% من الأصوات أي 80 مقعدا من جملة 156 في الجمعية الوطنية، وجاء ثانيا الحزب المتحد للتنمية الوطنية ب41.66% من الأصوات أي 58 مقعدا في المجلس، وذهبت 3 مقاعد إلى الحركة من أجل الديمقراطية التعددية ومقعد واحد إلى المنتدى من أجل الديمقراطية والتنمية، فيما ذهب 14 مقعدا لمستقلين. وافق على الاستفتاء 71.09% من المصوتين، فيم اعترض عليه 28.91% من المصوتين. |
| 27 أغسطس | الغابون           | رئاسية                   | | الرئيس المنتهية ولايته علي بونغو أونديمبا (الحزب الديمقراطي الغابوني) يفوز بالرئاسية بنسبة 49.80% من الأصوات، وذلك أمام جان بينغ (جبهة موحدة للمعارضة من أجل التغيير) الذي تحصل على 48.23% من الأصوات، فيما توزعت بقية الأصوات على 8 مترشحين آخرين. المعارضة اعتبرت هذه النتائج مزورة، واندلعت احتجاجات واسعة، وحرقت مقرات الجمعية الوطنية. |
| 29 أغسطس | إستونيا           | رئاسية                   | انتخابات غير مباشرة من قبل البرلمان. ثلثي الأصوات (68) هو الحد الأدنى لانتخاب الرئيس. الدورة الأولى. | في الدورة الأولى، ترشح 3 أشخاص، لم يتحصل أي واحد فيهم على أغلبية الثلثين: إيكي نستور (40 صوت)، ميليس ريبس (26 صوت)، ألار جوكس (25 صوت). |
| 30 أغسطس | إستونيا           | رئاسية                   | انتخابات غير مباشرة من قبل البرلمان. ثلثي الأصوات (68) هو الحد الأدنى لانتخاب الرئيس. الدورة الثانية والثالثة. | في الدورة الثانية، ترشح 3 أشخاص، لم يتحصل أي واحد فيهم على أغلبية الثلثين: سيم كالاس (45 صوت)، ميليس ريبس (32 صوت)، ألار جوكس (21 صوت). في الدورة الثالثة، ترشح شخصان، لم يتحصل أي واحد فيهما على أغلبية الثلثين: سيم كالاس (42 صوت)، ميليس ريبس (26 صوت). |

### سبتمبر
| التاريخ          | الدولة                                | الانتخابات | الملاحظات | النتائج |
| ---------------- | ------------------------------------- | ---------- | --- | --- |
| 4 سبتمبر         | مكلنبورغ فوربومرن (ألمانيا)           | جهوية      | | فاز الحزب الديمقراطي الاجتماعي الألماني ب30.6% من الأصوات أي 26 مقعدا من جملة 71 مقعدا في لاندتاغ مكلنبورغ فوربومرن، وجاء ثانيا البديل من أجل ألمانيا ب20.8% من الأصوات أي 18 مقعدا، ثم الاتحاد الديمقراطي المسيحي ب19% من الأصوات أي 16 مقعدا، وأخيرا الحزب اليساري الألماني ب13.2% من الأصوات أي 11 مقعدا. |
| 4 سبتمبر         | هونغ كونغ                             | تشريعية    | أثناء الانتخابات التشريعية، فقط 35 مقعد من بين المقاعد ال70 في مجلس هونغ كونغ التشريعي يتم انتخابهم، البقية يتم تعيينهم من قبل الفئات المهنية.     | الأحزاب المنتمية للمعسكر المؤيد لبكين تتصدر نتائج الانتخابات ب40.17% من الأصوات أي 40 مقعد من جملة 70 مقعدا في مجلس هونغ كونغ التشريعي، بينما تحصلت الأحزاب المؤيدة للديمقراطية على 36.02% من الأصوات أي 23 مقعدا، وتحصل معسكر الأحزاب المنادية بالاستقلال على 19% من الأصوات أي 6 مقاعد، وأخيرا، تحصلت بقية الأحزاب الغير منحازة على 4.81% من الأصوات أي مقعد واحد في المجلس.                                                  |
| بين 8 و10 سبتمبر | سيشل                                  | تشريعية    | | فاز الاتحاد الديمقراطي السيشلي ب49.59% من الأصوات أي 19 مقعدا من جملة 33 في الجمعية الوطنية، بينما ذهبت بقية المقاعد ال14 إلى حزب الشعب الذي تحصل على 49.22% من الأصوات، وذهبت بقية الأصوات إلى حزب آخر ومستقلين. |
| 11 سبتمبر        | بيلاروس                               | تشريعية    | عادة ما تسمى «آخر ديكتاتورية بأوروبا»، لا تعتبر روسيا البيضاء عموما ديمقراطية. خلافا للانتخابات السابقة، يمكن للمعارضة المشاركة في هذه الانتخابات. | تحصل المستقلون على 67.01% من الأصوات أي 94 مقعد من جملة 110 مقعدا في مجلس النواب، بينما تحصل الحزب الشيوعي البيلاروسي على 7.40% من الأصوات أي 8 مقاعد، وتوزعت بقية المقاعد ال8 على 4 أحزاب أخرى. |
| 11 سبتمبر        | كرواتيا                               | تشريعية    | انتخابات مبكرة، بسبب تصويت النواب في 16 يونيو على حل البرلمان بعد سقوط حكومة تيهومير أورسكوفيتش.                                                   | فاز الاتحاد الديمقراطي الكرواتي بالانتخابات بعد تحصله على 36.27% من الأصوات أي 61 مقعد من جملة 151 مقعد في برلمان كرواتيا، وجاء ثانيا الحزب الديمقراطي الاجتماعي الكرواتي ب33.82% من الأصوات أي 54 مقعد، وتوزعت بقية المقاعد ال36 على 12 حزب آخر. |
| 18 سبتمبر        | برلين (ألمانيا)                       | جهوية      | | فاز الحزب الديمقراطي الاجتماعي الألماني ب21.6% من الأصوات أي 38 مقعدا من جملة 160 مقعدا في مجلس نواب برلين، وجاء ثانيا الاتحاد الديمقراطي المسيحي ب17.6% من الأصوات أي 31 مقعدا، ثم الحزب اليساري الألماني ب15.6% من الأصوات أي 27 مقعدا، وبعده حزب الخضر الألماني ب15.2% من الأصوات أي 27 مقعدا، ثم البديل من أجل ألمانيا ب14.2% من الأصوات أي 25 مقعدا، وأخيرا الحزب الديمقراطي الحر ب6.7% من الأصوات أي 12 مقعدا في المجلس.  |
| 18 سبتمبر        | روسيا                                 | تشريعية    | | فاز حزب روسيا الموحدة بأغلبية المقاعد في مجلس الدوما، إذ تحصل على 54.2% من الأصوات أي 343 مقعد من جملة 450 في المجلس، بينما تحصل الحزب الشيوعي لروسيا الاتحادية على 13.34% من الأصوات أي 42 مقعدا، ثم تحصل الحزب الليبرالي الديمقراطي الروسي على 13.14% من الأصوات أي 39 مقعدا، وتحصل حزب روسيا عادلة على 6.22% من الأصوات أي 23 مقعدا، بينما ذهب مقعد وحيد لكل من حزب رودينا وحزب المنبر المدني وشخص مستقل آخر.                |
| 20 سبتمبر        | الأردن                                | تشريعية    | | أغلب الفائزين هم من أبناء العشائر ورجال الأعمال الموالين للحكومة. بينما تحصلت جبهة العمل الإسلامي التي قاطعت عدة انتخابات سابقة، فازت ب16 مقعدا من جملة 130 مقعدا في مجلس نواب الأردني وتكون بذلك أكبر كتلة معارضة فيه. |
| 22 سبتمبر        | جزيرة مان                             | تشريعية    | | تحصل المرشحون المستقلون على 92.28% من الأصوات أي 21 مقعدا من جملة 24 مقعد في مجلس المفاتيح، وذهبت المقاعد الثلاثة المتبقية لحزب فانين الليبرالي الذي تحصل 6.36% من الأصوات، بينما لم يتحصل حزب العمال في جزر مان على أي مقعد وتحصل على 1.37% من الأصوات. |
| 24 سبتمبر        | إستونيا                               | رئاسية     | الدورة الرابعة والخامسة. انتخابات غير مباشرة من قبل نواب برلمان إستونيا 101، و233 من ممثلي الحكومة المحليين.                                       | لأول مرة في تاريخ البلاد، لم يتحصل أي مرشح على أغلبية الأصوات بعد 5 دورات. دورة انتخابية استثنائية ستقام بين 8 و13 أكتوبر. في الدورة الرابعة، تحصل ألار جوكس على 83 صوت من جملة 334 صوت من نواب البرلمان وممثلي الحكومة المحليين، وتحصل سيم كالاس على 81 مقعدا، وميليس ريبس على 79 مقعدا، ومارينا كالجوراند على 75 مقعدا، ومارت هالم على 16 مقعدا. في الدورة الخامسة، تحصل سيم كالاس على 138 صوتا، وتحصل ألار جوكس على 134 صوت. |
| 25 سبتمبر        | منطقة إقليم الباسك (إسبانيا)          | تشريعية    | | الحزب القومي الباسكي تحصل على 37.42% من الأصوات أي 28 مقعدا من جملة 75 مقعدا في البرلمان الباسكي، يليه حزب جمع بلاد الباسك الذي تحصل على 21.10% من الأصوات أي 18 مقعدا، وتوزعت بقية المقاعد ال29 على ثلاثة أحزاب أخرى. |
| 25 سبتمبر        | منطقة غاليسيا (إسبانيا)               | تشريعية    | | حزب الشعب الغاليسي تحصل على 47.53% من الأصوات أي 41 مقعدا من جملة 75 معقدا في البرلمان الغاليسي، وذهب 14 مقعدا لحزب من المد، وكذلك 14 مقعدا لحزب الاشتراكيين الغاليسي، وأخيرا ذهبت 6 مقاعد للكتلة القومية الغاليسية. |
| 25 سبتمبر        | جمهورية صرب البوسنة (البوسنة والهرسك) | استفتاء    | | تم الموافقة على الاستفتاء بنسبة 99.81% من الأصوات. |
| 25 سبتمبر        | سويسرا                                | استفتاءات  | | تم رفض الاقتراحات التالية: - للزوجين والأسرة ء لا لعقوبة الزواج بنسبة 50.8%. - للطرد الفعال للمجرمين الأجانب بنسبة 58.9%. - لا للمضاربات على المواد الغذائية بنسبة 59.9%. وتم الموافقة على المقترح التالي: - إعادة بناء نفق طريق غوتهارد (Gotthard-Strassentunnel) بنسبة 57%. |
| 26 سبتمبر        | أذربيجان                              | استفتاء    | 29 تعديلا دستوريا. | تم الموافقة على التعديلات بنسب تترواح بين 89.71% و94.69%. |

### أكتوبر
| التاريخ       | الدولة         | الانتخابات         | الملاحظات | النتائج |
| ------------- | -------------- | ------------------ | --- | --- |
| 2 أكتوبر      | الرأس الأخضر   | رئاسية             | | الرئيس المنتهية ولايته خورخي كارلوس فونسيكا (الحركة من أجل الديمقراطية) يفوز بولاية ثانية بنسبة 74.08% من الأصوات، وذلك أمام ألبرتينو غراسا (مستقل) الذي تحصل على 22.51%، وجاء ثالثا جواكيم مونتيرو (مستقل) بنسبة 3.41%.                                                   |
| 2 أكتوبر      | كولومبيا       | استفتاء            | بعد وقف اطلاق النار، تم دعوة الشعب للموافقة وتأييد اتفاق السلام مع القوات المسلحة الثورية الكولومبية.                                   | تم رفض مقترح الاستفتاء بنسبة 50.22%، مقابل 49.78% وافقوا عليه. خوان مانويل سانتوس صرح بأنه سيقترح مشاورات أخرى لإنقاض هذا الاتفاق، وتحصل الرئيس في 7 أكتوبر على جائزة نوبل للسلام لمساهمته في هذا الاتفاق.                                                                 |
| 2 أكتوبر      | المجر          | استفتاء            | حكومة فيكتور أوربان ذات التوجهات القومية المحافظة تطلب من المواطنين الموافقة على رفض استقبال المهاجرين في البلاد.                       | السؤال كان هو: هل تريدون أن يقوم الاتحاد الأوروبي بفرض الإقامة الإجبارية في المجر لمواطنين غير مجريين دون موافقة الجمعية الوطنية؟ رفض مقترح الاستفتاء 98.36% من المصوتين ووافق عليه 1.64%.                                                                                 |
| 3 أكتوبر      | إستونيا        | رئاسية             | الدورة السادسة الإستثنائية، وهي أول مرة في تاريخ البلاد لا يتم فيها انتخاب رئيس بعد 5 دورات. انتخابات غير مباشرة من قبل برلمان إستونيا. | كيرستي كاليولايد تفوز بالرئاسة بعد تحصلها على 81 صوت (80% من الأصوات)، إلى جانب 17 صوت أبيض، و3 متحفظين. |
| 7 أكتوبر      | المغرب         | تشريعية            | تم تخفيض عتبة الأصوات المطلوبة للحصول على مقعد من 6٪ إلى 3٪.                                                                            | حزب العدالة والتنمية يتحصل على 125 مقعد من جملة 395 مقعد في مجلس النواب المغربي، تلاه حزب الأصالة والمعاصرة ب102 مقعد، وتوزعت بقية المقاعد 168 على 10 أحزاب أخرى. |
| 7 و8 أكتوبر   | جمهورية التشيك | مجلس الشيوخ وجهوية | الدورة الأولى بالنسبة لانتخابات مجلس الشيوخ لانتخاب ثلث أعضاء مجلس الشيوخ.                                                              | بالنسبة لانتخابات مجلس الشيوخ، توزع عدة مقاعد في مجلس الشيوخ فانتظار النتائج النهائية للدورة الثانية. بالنسبة للانتخابات الجهوية، تحصل حزب أنو 2011 على 176 مقعد جهوي من جملة 675 مقعد، يليه الحزب الديمقراطي الاجتماعي التشيكي ب125 مقعد، وتوزعت بقية المقاعد على 26 حزب. |
| 8 أكتوبر      | جورجيا         | تشريعية            | الدورة الأولى. | توزيع جزء صغير فقط من المقاعد، وانتظار النتائج النهائية في الدورة الثانية. |
| 9 أكتوبر      | ليتوانيا       | تشريعية            | الدورة الأولى. | توزيع جزء صغير فقط من المقاعد، وانتظار النتائج النهائية في الدورة الثانية. |
| 14 و15 أكتوبر | جمهورية التشيك | مجلس الشيوخ        | الدورة الثانية بالنسبة لانتخابات مجلس الشيوخ لانتخاب ثلث أعضاء مجلس الشيوخ.                                                             | تحصل الحزب الديمقراطي الاجتماعي التشيكي على 25 مقعد من جملة 81 مقعد في مجلس الشيوخ، تلاه الاتحاد الديمقراطي المسيحي الحزب الشعبي التشيكوسلوفاكي الذي تحصل على 14 مقعد، وتوزعت بقية المقاعد 42 على 16 حزب و2 لمستقلين.                                                      |
| 16 أكتوبر     | الجبل الأسود   | تشريعية            | | الحزب الديمقراطي الإشتراكي المونتينيغري تحصل على 36 مقعد من جملة 81 مقعد في برلمان الجبل الأسود، تلاه الجبهة الديمقراطية ب18 مقعد، وتوزعت بقية المقاعد على 7 أحزاب أخرى.                                                                                                   |
| 23 أكتوبر     | ليتوانيا       | تشريعية            | الدورة الثانية فالدوائر التي لم يتحصل فيها أي مترشح على الأغلبية في الدورة الأولى.                                                      | الاتحاد الليتواني الزراعي والخضر تحصل على 54 مقعد من جملة 141 مقعد في البرلمان الليتواني، تلاه اتحاد الوطن - الديمقراطيين المسيحيين الليتوانيين ب31 مقاعد، توزعت بقية المقاعد على 8 أحزاب و4 مستقلين.                                                                      |
| 29 أكتوبر     | آيسلندا        | تشريعية            | انتخابات مبكرة بعد استقالة رئيس الوزراء إثر تسريبات وثائق بنما العالمية.                                                                | حزب الاستقلال تحصل على 21 مقعد من جملة 63 مقعد في برلمان آيسلندا، تلاه حركة اليسار الأخضر ب10 مقاعد وحزب القراصنة ب10 مقاعد أيضا، توزعت بقية المقاعد على 4 أحزاب أخرى. |
| 30 أكتوبر     | ساحل العاج     | استفتاء            | المواطنين يجب عليهم الموافقة أو رفض الدستور الجديد.                                                                                     | وافق على الدستور الجديد 93.42% من الناخبين، فيما رفضه 6.58%. |
| 30 أكتوبر     | جورجيا         | تشريعية            | الدورة الثانية. | الحلم الجورجي تحصل على 115 مقعد من جملة 150 مقعد في برلمان جورجيا، تلاه الحركة الوطنية المتحدة ب27 مقعد، ثم تحالف الوطنيين الجورجيين ب6 مقاعد، ثم مقعد واحد لحزب الصناعة ستنقذ جورجيا، وذهب المقعد الأخير لمستقل.                                                          |
| 30 أكتوبر     | مولدوفا        | رئاسية             | أول انتخابات مباشرة منذ 1996. تنقيح سنة 2000 الذي ألغاها أعلن أنه غير دستوري.                                                           | إيغور دودون (حزب الاشتراكيين بجمهورية مولدوفا) ينتقل للدورة الثانية بعد تحصله على 47.98% من الأصوات إلى جانب مايا ساندو (حزب العمل والتضامن) التي تحصلت على 38.71%. |
| 31 أكتوبر     | لبنان          | رئاسية             | الدورة 46. انتخابات غير مباشرة من قبل مجلس النواب اللبناني.                                                                             | ميشال عون (التيار الوطني الحر) يفوز بالرئاسة ب83 صوت من جملة 127 صوت، وتحصلت ستريدا جعجع على 1 صوت، و43 صوت أبيض. |

### نوفمبر
| التاريخ   | الدولة           | الانتخابات                     | الملاحظات | النتائج |
| --------- | ---------------- | ------------------------------ | --- | --- |
| 1 نوفمبر  | بالاو            | رئاسية وتشريعية                | لا يوجد أحزاب سياسية في بالاو، المترشحين يتقدمون كمستقلين. | تومي رمنجساو (مستقل) يفوز بالرئاسة بنسبة 51.3%، وذلك أمام سورانجل ويبس جونيور (مستقل) الذي تحصل على 48.7% من الأصوات. كل أعضاء مجلس بالاو الوطني هم مستقلين. |
| 6 نوفمبر  | بلغاريا          | رئاسية واستفتاء                | الدورة الأولى للانتخابات الرئاسية. البلغاريون مستدعون للاستفتاء حول فرض إلزامية التصويت، وأن تصبح الانتخابات التشريعية في شكل اقتراع أغلبي على دورتين، وكذلك تعديل مبلغ تمويل الأحزاب. | في الدورة الأولى من الانتخابات الرئاسية، تحصل رومن راديف (مستقل) على 25.44% من الأصوات، تليه تسيتسكا تساشيفا (مواطنون من أجل التنمية الأوروبية لبلغاريا) التي تحصلت على 21.96% من الأصوات وانتقلا بذلك للدورة الثانية. فيما يخص الاستفتاء، تم الموافقة على جميع المقترحات كما يلي: - انتخابات تشريعية بنظام الاقتراع الأغلبي على دورتين: الموافقة عليه ب73.8%. - إجبارية التصويت: الموافقة عليه ب63.48%. - تعديل مبلغ تمويل الأحزاب: الموافقة عليه ب74.02%.                                                                      |
| 6 نوفمبر  | نيكاراغوا        | رئاسية وتشريعية                | | الرئيس المنتهية ولايته دانييل أورتيغا (الجبهة الساندينية للتحرير الوطني) فاز بالرئاسة بنسبة 72.44%. في التشريعية، فازت الجبهة الساندينية للتحرير الوطني ب70 مقعد من جملة 92 في الجمعية الوطنية، تلاها الحزب الليبرالي الدستوري ب13 مقعد، وتوزعت بقية المقاعد ال9 على 4 أحزاب أخرى وشخصين. فازت الجبهة الساندينية للتحرير الوطني ب15 مقعد من جملة 20 مخصصة لنيكاراغوا في برلمان أمريكا الوسطى، ذهبت بقية المقاعد الخمسة لثلاثة أحزاب أخرى.                                                                                        |
| 8 نوفمبر  | الولايات المتحدة | رئاسية ومجلس نواب ومجلس الشيوخ | الرئيس المنتهية ولايته باراك أوباما لا يستطيع الترشح لقيامه بولايتين إثنتين. انتخاب الرئيس الجديد ونائبه تقام على نفس ورقة التصويت الواحدة. كذلك يتم انتخاب كامل أعضاء مجلس النواب، وثلث أعضاء مجلس الشيوخ، و12 من 50 محافظا للولايات المتحدة، وأعضاء 86 من جملة 99 برلمانات الولايات. الناخبين يصوتون كذلك في نفس الوقت على الانتخابات البلدية والاستفتاء ات في بعض المقاطعات والولايات. إحدى أهم الاستفتاءات تخص تقنين الحشيش في ولايات كاليفورنيا ونيفادا وأريزونا وماين وماساتشوستس. | في الرئاسية، دونالد ترامب (الحزب الجمهوري) فاز بالرئاسة بعد حصوله على 306 صوت من جملة 538 في المجمع الانتخابي، مقابل 232 لهيلاري كلينتون (الحزب الديمقراطي). في مجلس النواب الأمريكي، تحصل الحزب الجمهوري على 241 مقعد من جملة 435 في المجلس، بينما تحصل الحزب الديمقراطي على 194 مقعد. في مجلس الشيوخ الأمريكي، تحصل الحزب الجمهوري على 52 مقعد من جملة 100 في المجلس، بينما تحصل الحزب الديمقراطي على 46 مقعد، وذهب مقعدين لمستقلين.                                                                                           |
| 13 نوفمبر | بلغاريا          | رئاسية                         | الدورة الثانية. | فاز رومن راديف (مستقل) بالرئاسية بعد تحصله على 59.37% من الأصوات، تليه تسيتسكا تساشيفا (مواطنون من أجل التنمية الأوروبية لبلغاريا) التي تحصلت على 36.16% من الأصوات. |
| 13 نوفمبر | مولدوفا          | رئاسية                         | الدورة الثانية. أول انتخابات مباشرة منذ 1996. | إيغور دودون (حزب الاشتراكيين لجمهورية مولدوفا) يفوز بالرئاسة بعد تحصله على 52.11% من الأصوات، أمام مايا ساندو (حزب العمل والتضامن) التي تحصلت على 47.89% من الأصوات. |
| 20 نوفمبر | هايتي            | رئاسية وتشريعية ومجلس الشيوخ   | الدورة الأولى للرئاسية. الانتخابات الثانية المعادة بعد إلغاء انتخابات 2015. كانت من المقرر القيام بها في 9 أكتوبر، وأجلت بسبب إعصار ماثيو. | في الرئاسية، جوفينيل موييز (حزب تيت كالي الهايتي) فاز بالرئاسة بنسبة 55.67% من الأصوات، أمام جود سيليستان (الرابطة البديلة للتقدم والتحرر الهايتي) الذي تحصل على 19.52% من الأصوات، وذهبت بقية الأصوات ل25 مرشحا آخرا. في مجلس النواب، تحصل حزب تيت كالي الهايتي على 22 مقعدا من جملة 84 في المجلس، يليه حزب الحقيقة ب12 مقعدا، وتوزعت بقية المقاعد على 19 حزبا آخر. في مجلس الشيوخ، تحصل حزب الحقيقة على 3 مقاعد من جملة 14 في المجلس، وكذلك حزب اتفاقية الوحدة الديمقراطية تحصل على 3 مقاعد، وذهبت بقية المقاعد ل7 أحزاب أخرى. |
| 20 نوفمبر | سان مارينو       | تشريعية                        | | تحالف سان مارينو أولا (5 أحزاب من وسط اليسار ووسط اليمين) تحصل على 25 مقعدا من جملة 60 مقعدا في المجلس العام الكبير، وجاء ثانيا تحالف أديسو أس أم (3 أحزاب من اليسار والوسط) الذي تحصل على 20 مقعدا، وجاء ثالثا تحالف الديمقراطية في حركة (حزبين) على 15 مقعدا. |
| 24 نوفمبر | غرينادا          | استفتاء                        | أول استفتاء في تاريخ البلاد. الشعب مدعو لسبعة استفتاءات دستورية منفصلة. ليتم الموافقة على أي مقترح، يجب أن يتحصل على أغلبية ثلثي المصوتين (75%). | رفضت كل الاستفتاءات السبعة، ولم يتحصل أي واحد منها حتى على أغلبية 50%، دون الحديث عن أن المطلوب هو موافقة 75%. |
| 26 نوفمبر | الكويت           | تشريعية                        | لا يوجد أحزاب سياسية قانونية. المعارضة وافقت على المشاركة في هذه الانتخابات، بعد رفضها المشاركة في السابقة. الانتخابات نظمت في ظل أزمة الميزانية، وفي مناخ من الرفض الشعبي لسياسة التقشف الحكومية. | مرشحي المعارضة (أساسا إسلاميين) يتقدمون ويتحصلون على 24 مقعدا من جملة 50 مقعدا في مجلس الأمة الكويتي. رئيس الوزراء جابر مبارك الحمد الصباح قدم استقالته، وأعاد الملك تعيينه رئيسا للوزراء في 1 ديسمبر للمرة السادسة. |
| 27 نوفمبر | سويسرا           | استفتاءات                      | مقترح واحد في الاستفتاء. | تم رفض مقترح المبادرة الشعبية «من أجل برمجة الخروج التدريجي من الطاقة النووية» بنسبة 54.2%. |

### ديسمبر
| التاريخ                  | الدولة            | الانتخابات      | الملاحظات | النتائج |
| ------------------------ | ----------------- | --------------- | --- | --- |
| 1 ديسمبر                 | غامبيا            | رئاسية          | لا تعتبر غامبيا عادة كدولة ديمقراطية. تم إيقاف عدة شخصيات وصحفيين في مدة الانتخابات. | شكلت النتائج مفاجأة كبيرة: آداما بارو (تحالف 2016) يفوز بالرئاسة بنسبة 43.3%، أمام الرئيس المنتهية ولايته يحيى جامع (التحالف الوطني من أجل إعادة التوجيه والبناء) الذي تحصل على 39.6% من الأصوات، بينما ذهبت بقية الأصوات إلى ماماه كاندي (المؤتمر الديمقراطي لغامبيا) الذي تحصل على 17.1% من الأصوات. هذه الانتخابات أنهت 22 سنة من حكم يحيى جامع الديكتاتوري. |
| 4 ديسمبر                 | أوزبكستان         | رئاسية          | انتخابات مبكرة بعد وفاة الرئيس إسلام كريموف. أوزبكستان لا تعتبر ديمقراطية، ولا يوجد حزب معارض حقيقي، ويتم قمع أي معارض للنظام. | شوكت ميرضيايف (الحزب الديمقراطي الليبرالي الأوزبكستاني) فاز بالرئاسة بنسبة 88.61% من الأصوات، وتوزعت بقية الأصوات بين ثلاثة مترشحين آخرين. |
| 4 ديسمبر                 | إيطاليا           | استفتاء         | هذا الاستفتاء يهدف لتعديل دستور إيطاليا من أجل تحويل مجلس الشيوخ الإيطالي إلى مجلس شيوخ المناطق متكون من 100 عضو منتخبين من قبل المجالس الجهوية ويتكون أساسا من المستشارين الجهويين وعمد المدن.                                                                                   | تم رفض الاستفتاء بنسبة 59.11% من الأصوات، مقابل 40.89% وافقوا عليه. بعد إعلان النتائج، أعلن رئيس الوزراء ماتيو رينزي استقالته من منصبه. |
| 4 ديسمبر                 | النمسا            | رئاسية          | الدورة الثانية المعادة مرة ثانية، بعد إلغاء المحكمة الدستورية النمساوية لنتائج الدورة الثانية المقامة في 22 مايو 2016. كان من المقرر أن يقام بها في 2 أكتوبر، ولكن تقرر في 12 سبتمبر أن تؤخر ثانية لهذا التاريخ بسبب خلل الغراء في الظروف البريدية، والذي لا يضمن أمن الانتخابات. | فاز ألكسندر فان دير بيلين (الخضر - البديل الخضر) بالرئاسة بعد حصوله على 53.8% من الأصوات، مقابل 46.2% لنوربرت هوفر (حزب الحرية النمساوي). |
| 7 ديسمبر                 | غانا              | تشريعية ورئاسية | | في الرئاسية، فاز نانا أكوفو أدو (الحزب الوطني الجديد) بالرئاسة بنسبة 53.85%، أمام الرئيس المنتهية ولايته جون دراماني ماهاما (المؤتمر الوطني الديمقراطي) الذي تحصل على 44.4%. في التشريعية، تحصل الحزب الوطني الجديد على 171 مقعدا من جملة 275 في البرلمان، بينما تحصل المؤتمر الوطني الديمقراطي على 104 مقعدا. |
| 11 ديسمبر                | قرغيزستان         | استفتاء         | استفتاء دستوري يهدف إلى توسيع صلاحيات البرلمان ورئيس الوزراء، وكذلك إصلاح النظام القضائي. | تم الموافقة على الاستفتاء بنسبة 79.59%، بينما رفضه 15.40% من المصوتين. |
| 11 ديسمبر                | مقدونيا           | تشريعية         | كان من المقرر القيام بها في 5 يونيو. | فاز حزب منظمة الداخلية المقدونية الثورية - الحزب الديمقراطي للوحدة الوطنية المقدونية ب39.39% من الأصوات أي 51 مقعدا من جملة 120 مقعدا في مجلس جمهورية مقدونيا، تلاه الاتحاد الاشتراكي الديمقراطي المقدوني ب37.87% من الأصوات أي 49 مقعدا، وذهبت 10 مقاعد لحزب الاتحاد الديمقراطي للاندماج، وتوزعت بقية المقاعد ال10 على ثلاثة أحزاب أخرى. |
| 11 ديسمبر                | رومانيا           | تشريعية         | كان من المقرر القيام بها في نوفمبر. | في مجلس الشيوخ، تحصل الحزب الديمقراطي الاجتماعي على 45.68% من الأصوات أي 67 مقعدا من جملة 136 مقعدا في المجلس، تلاه الحزب الليبرالي الوطني الذي تحصل على 20.42% من الأصوات أي 30 مقعدا. توزعت بقية المقاعد ال39 على أربعة أحزاب أخرى. في مجلس النواب، تحصل الحزب الديمقراطي الاجتماعي على 45.48% من الأصوات أي 154 مقعدا من جملة 329 مقعدا في المجلس، تلاه الحزب الليبرالي الوطني الذي تحصل على 20.04% من الأصوات أي 69 مقعدا. توزعت بقية المقاعد ال106 على 21 حزبا آخرا.              |
| 11 ديسمبر                | ترانسنيستريا      | رئاسية          | | فاديم كراسنوسلسكي (التجديد) فاز بالرئاسية بنسبة 62.30% من الأصوات، أمام يفغيني شيفتشوك (مستقل) الذي تحصل على 27.38% من الأصوات، وتوزعت بقية الأصوات على أربعة مترشحين آخرين. |
| 15 ديسمبر                | جزر توركس وكايكوس | تشريعية         | | الحركة الشعبية الديمقراطية تحصلت على 10 مقاعد من جملة 15 في مجلس النواب، تلاه الحزب الوطني التقدمي الذي تحصل على ال5 مقاعد المتبقية في المجلس. |
| 18 ديسمبر                | ساحل العاج        | تشريعية         | | فاز حزب تجمع الهوفويتيين من أجل الديمقراطية والسلام ب50.26% من الأصوات أي 167 مقعد من جملة 255 في الجمعية الوطنية، بينما ذهب 76 لمستقلين، و12 مقعدا توزعت على ثلاثة أحزاب أخرى. |
| بين 23 أكتوبر و27 ديسمبر | الصومال           | تشريعية         | أول انتخابات تشريعية منذ 1984. البرلمان الاتحادي الصومالي الذي أسس في دستور الصومال الجديد في 2012، يتم تعيين أعضائه وليس انتخابهم حتى هذه الانتخابات. | تم انتخاب الأعضاء ال54 للغرفة العليا من البرلمان الاتحادي من قبل مجالس الولايات. تم انتخاب الأعضاء ال275 للغرفة السفلى من البرلمان الاتحادي من قبل 025 14 مندوب من مختلف مناطق البلاد. كل عضو في البرلمان يتم انتخابه من قبل مجمع انتخابي متكون من 51 مندوب معين من قبل 135 شيخ تقليدي. من بين المندوبين 51 يجب أن توجد 16 امرأة و10 شباب وال25 البقية يجب أن يكونوا من المجتمع المدني. من بين أعضاء البرلمان ال275، 69 عضو جاؤوا من مدينة بيدوا، بينما البقية يتوزعون على بقية المدن. |

## مقالات ذات صلة
- انتخابات
- اقتراع على دورتين
- استفتاء عام